# レーノ
レーノ（伊: Leno）は、イタリア共和国ロンバルディア州ブレシア県にある、人口約14,000人の基礎自治体（コムーネ）。

## 地理

### 位置・広がり

#### 隣接コムーネ
隣接するコムーネは以下の通り。
- バニョーロ・メッラ
- チーゴレ
- ゲーディ
- ゴットレンゴ
- マネルビオ
- オッフラーガ
- パヴォーネ・デル・メッラ

### 地震分類
イタリアの地震リスク階級 (it) では、3 に分類される
。

## 行政

### 分離集落
レーノには、以下の分離集落（フラツィオーネ）がある。
- Castelletto, Milzanello, Porzano

## 姉妹都市
- カッシーノ、イタリア 2005年